# 普卢阿雷特
普卢阿雷特（法語：Plouaret，法語發音：[pluaʁɛt] ⓘ）是法国阿摩尔滨海省的一个市镇，位于该省西部，属于拉尼永区。

## 地名
该地名“Plouaret”发音为[pluaʁɛt]，末尾字母“t”发音，《世界地名翻译大辞典》与《世界地名译名词典》将其误译作“普卢阿雷”。

## 地理
普卢阿雷特（48°36'43"N, 3°28'21"W）面积29.98 平方千米，位于法国布列塔尼大區阿摩尔滨海省，该省份为法国西北部沿海省份，位于布列塔尼半岛北部，北濒大西洋英吉利海峡，西接菲尼斯泰尔省，南至莫尔比昂省，东临伊勒-维莱讷省。
与普卢阿雷特接壤的市镇（或旧市镇、城区）包括：朗韦莱克、普卢贝尔、普卢米约、普卢内韦莫埃代克、普卢泽朗布尔、勒维约马尔谢。
普卢阿雷特的时区为UTC+01:00、UTC+02:00（夏令时）。

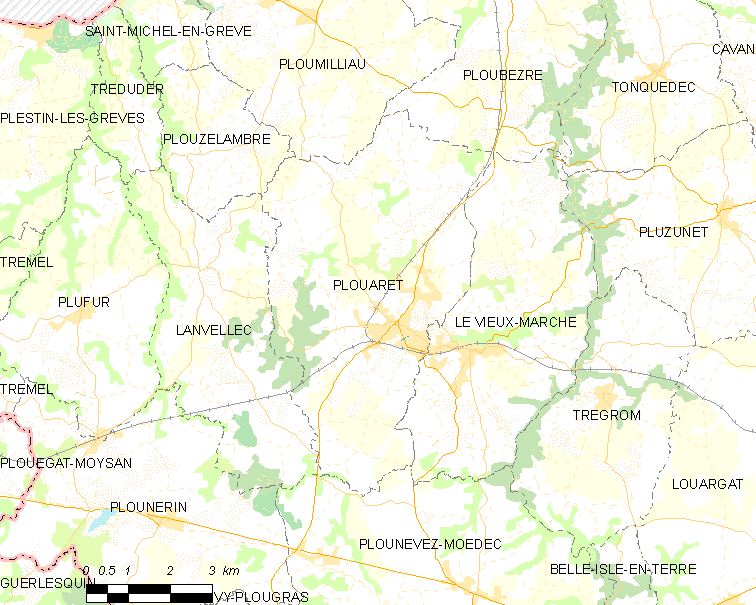
普卢阿雷特的OSM定位图

## 行政
普卢阿雷特的邮政编码为22420，INSEE市镇编码为22207。

## 政治
普卢阿雷特所属的省级选区为普莱斯坦莱格雷沃县。

## 交通
阿摩尔滨海省省道D11线、D32线和D88线在境内交汇。
普卢阿雷特特雷戈尔站是巴黎－布雷斯特铁路上的一个车站，同时还有支线铁路前往拉尼永。

## 人口

1962-2008年间普卢阿雷特人口变化图示

普卢阿雷特于2022年1月1日时的人口数量为2230人。